# Hrabia Deloraine

Herb hrabiów Deloraine

Hrabia Deloraine (Earl of Deloraine) – wygasły tytuł hrabiowski w parostwie Szkocji. Nadany w 1706 roku Henry'emu Scottowi, wnukowi Karola II Stuarta, następnie noszony przez trzech jego potomków. Wygasł po bezdzietnej śmierci ostatniego z nich w 1807 roku. 
Tytuł związany był z posiadłościami ziemskimi w parafii Ettrick, w hrabstwie Selkirkshire. Nazwa Deloraine prawdpodobnie pochodzi od nazwiska pierwotnego właściciela tych ziemi i wywodzi od Lotaryngii (fr. Lorraine), prowincji francuskiej.
Posiadaczami tytułu byli:
- 1706–1730: Henry Scott, 1. hrabia Deloraine
- 1730–1739: Francis Scott, 2. hrabia Deloraine
- 1739–1740: Henry Scott, 3. hrabia Deloraine
- 1740–1807: Henry Scott, 4. hrabia Deloraine